# Sunrise (Florida)
Sunrise je město na Floridě v USA. Leží v jihovýchodní části Florida v okrese Broward County. Podle údajů z roku 2007 zde žije 89 787 obyvatel.
Sídlí zde hokejový klub NHL Florida Panthers, který hraje své zápasy v hale BB&T Center.
Poloha na mapě: